# Gijbeland
Gijbeland é uma cidade dos Países Baixos, na província de Holanda do Sul. Gijbeland pertence ao município de Molenwaard.
Em 2001, a cidade de Gijbeland tinha 435 habitantes. A área urbana da cidade é de 0.068 km², e tem 183 residências.
A área de Gijbeland, que também inclui as partes periféricas da cidade, bem como a zona rural circundante, tem uma população estimada em 930 habitantes.